# Санта Круз де Тенерифе
Санта Круз де Тенерифе (шп. Santa Cruz de Tenerife) град је на Канарским острвима и главни је град истоимене покрајине Санта Круз де Тенерифе. Такође је заједно са Лас Палмас де Гран Канарија главни град шпанске аутономне заједнице Канарска острва.
Град се налази на североистоку острва Тенерифе које се налази у Атлантском океану. Простире се на 150,56 km² и има 223.148 становника према последњем попису из 2006. године. Налази се на 4 метра надморске висине и има 58,33 km плаже. У граду се налази Канарски покрајински парламент.

## Географија

### Клима
Клима је сува са веома ретким падавинама, које једва да достижу 200 милиметара. Температуре су благе са просечном годишњом од 21 °C коју ублажавају благи ветрови. Температурне варијације нису велике између годишњих доба. Падавине су углавном концентрисане на месеце између новембра и марта. Зими најнижа температура осцилира између 16-17 °C, а највише око 21 °C. Лети су најниже температуре око 22-23 °C, а највише око 28-20 °C. Град има у просеку око 2800 сунчаних сати годишње, чиме је други град у Шпанији са највећим бројем сунчаних сати годишње.
| Клима Санта Круза           | Клима Санта Круза | Клима Санта Круза | Клима Санта Круза | Клима Санта Круза | Клима Санта Круза | Клима Санта Круза | Клима Санта Круза | Клима Санта Круза | Клима Санта Круза | Клима Санта Круза | Клима Санта Круза | Клима Санта Круза | Клима Санта Круза |
| Показатељ \ Месец           | .Јан.             | .Феб.             | .Мар.             | .Апр.             | .Мај.             | .Јун.             | .Јул.             | .Авг.             | .Сеп.             | .Окт.             | .Нов.             | .Дец.             | .Год.             |
| --------------------------- | ----------------- | ----------------- | ----------------- | ----------------- | ----------------- | ----------------- | ----------------- | ----------------- | ----------------- | ----------------- | ----------------- | ----------------- | ----------------- |
| Апсолутни максимум, °C (°F) | 28,4 (83,1)       | 31,2 (88,2)       | 35,4 (95,7)       | 34,7 (94,5)       | 35,6 (96,1)       | 37,1 (98,8)       | 42,6 (108,7)      | 40,4 (104,7)      | 39,3 (102,7)      | 38,1 (100,6)      | 34,0 (93,2)       | 28,2 (82,8)       | 42,6 (108,7)      |
| Средњи максимум, °C (°F)    | 20,6 (69,1)       | 20,9 (69,6)       | 21,7 (71,1)       | 22,3 (72,1)       | 23,7 (74,7)       | 25,7 (78,3)       | 28,3 (82,9)       | 28,8 (83,8)       | 27,9 (82,2)       | 26,0 (78,8)       | 23,9 (75)         | 21,8 (71,2)       | 24,3 (75,7)       |
| Средњи минимум, °C (°F)     | 15,1 (59,2)       | 15,1 (59,2)       | 15,6 (60,1)       | 16,2 (61,2)       | 17,5 (63,5)       | 19,0 (66,2)       | 20,8 (69,4)       | 21,4 (70,5)       | 21,3 (70,3)       | 20,0 (68)         | 18,1 (64,6)       | 16,2 (61,2)       | 18,0 (64,4)       |
| Апсолутни минимум, °C (°F)  | 9,4 (48,9)        | 8,1 (46,6)        | 9,5 (49,1)        | 9,4 (48,9)        | 12,0 (53,6)       | 13,4 (56,1)       | 16,5 (61,7)       | 14,6 (58,3)       | 16,5 (61,7)       | 14,6 (58,3)       | 10,1 (50,2)       | 10,0 (50)         | 8,1 (46,6)        |
| Количина падавина, mm (in)  | 34 (13,4)         | 36 (14,2)         | 29 (11,4)         | 14 (5,5)          | 4 (1,6)           | 1 (0,4)           | 0 (0)             | 1 (0,4)           | 6 (2,4)           | 18 (7,1)          | 27 (10,6)         | 44 (17,3)         | 214 (84,3)        |
| Извор: www.aemet.es         |                   |                   |                   |                   |                   |                   |                   |                   |                   |                   |                   |                   |                   |

## Историја
Прастановници Канарских острва, па и територије на којој се данас налази Санта Круз де Тенерифе, насељавао је народ берберског порекла по имену Гванче (шп. guanche). Када су Шпанци освојили острва 1496. године, Фернандез де Луго, по искрцавању забио је крст (шп. cruz) у земљу по коме овај град данас носи име. Овај крст се налази у Цркви Консепсион и износи се у процесији на Дан Крста, 3. маја.
Фенрандез де Луго се искрцао 1494. како би освојио Тенерифе, последње острво које је одолевало шпанским нападима, са трупама које су се састојале од војника из Шпаније и са острва Гомере и Гран Канарија, и које су бројале 2.000 пешака и 200 коњаника. Након Битке код Асентеха, Фернандез де Луго је напустио острво да би се 1495. вратио са боље наоружаном и бројнијом војском, и након обнове тврђаве Ањаза у Санта Крузу, отпочео дефинитивно освајање.
Временом ће се град претворити у једну од најважнијих лука на Атлантском океану, јер су Канарска острва била обавезна успутна станица за све бродове који су кретали ка Америци. Град се непрекидно развијао да би у 19. веку под владавином Фернанда VII престоница Тенерифа била пресељена из Сан Кристобал де ла Лагуна у Санта Круз де Тенерифе.
У англо-шпанском рату од 1654. до 1660. године енглески адмирал Роберт Блејк је 20. априла 1657. године напао шпанску флоту и вешто маневришући, користећи са морском струјом, ватром из топова уништио шест шпанских галеона, већи број мањих бродова и шпанску Сребрну флоту које је претходно искрцала сребро из Западне Индије. Иако су енглеске снаге биле изложене ватри обалних утврђења, адмирал Блејк је изгубио само један брод и 200 људи.
Током 18. и 19. века, Санта Круз је био често изложен нападима холандских и енглеских пирата.
За време Француских револуционарних ратова између 1792.1792. и 1800. године британски адмирал Хорејшио Нелсон покушао је да са једним бојним бродом три фрегате ноћу између 24. јула и 25. јула 1797.1797. године заузме Санта Круз де Тенерифе искрцавањем 1100 људи; одбијен је уз велике губитке, а сам Нелсон је био погођен из топа „Тигар“ и изгубио је руку. Топ Тигар се може видети у Војном музеју у Санта Крузу. Заповедник британског линијског брода „Калоден“ (енгл. HMS Culloden (1783)) Томас Трубриџ, ступио је након тога у преговоре са гувернером острва и склопио споразум о повлачењу и укрцавању десантног одреда са комплетним наоружањем, обећавши при том да Британци неће више нападати Канарска острва.
Током XIX века Санта Круз де Тенерифе доживљава свој највећи просперитет као станица за снабдевање угљем бродова на путу између Европе и обе Америке.
Између 1833. и 1927. године, Санта Круз је био једини главни град. Са диктатуром Прима де Ривере, томе је дошао крај. Од тада па на даље, настао је и траје спор око економске контроле острвом између Санта Круза и другог главног града, Лас Палмас де Гран Канарија.

## Привреда
Привреда се углавном базира на услужним делатностима, туризму и малој привреди малих и средњих фирми, али такође поседује и хемијску индустрију где се посебно истиче најстарије нафтна рафинерија у Шпанији која потиче из 1930. године.

## Становништво
Према процени, у граду је 2008. живело 221.956 становника.

| 1989.   | 2002.   |
| ------- | ------- |
| 200.172 | 188.477 |

Становници града Санта Круз де Тенерифе се популарно и незванично називају чичарерос (шп. chicharreros), које се такође користи за све становнике острва Тенерифе. Становници суседног града Сан Кристобал де ла Лагуна, града који је до 19. века био главни град Тенерифа, тако су називали становнике тада рибарског села Санта Круз који су због великог сиромаштва били присиљени да једу ситну и нискоквалитетну рибу по имену чичарос (шп. chicharros). Када је у 19. веку под Фернандом VII, Санта Круз постао главни град острва, његови становници су погрдно име прихватили као своје колективно име.

## Административна подела града
Град се дели на пет дистрикта, према географским и демографским карактеристикама.
- Анага (14.135 ст.)
- Сентро Ифара(53.652 ст.)
- Ла Салуд-Ла Саље (70.120 ст.)
- Офра-Коста Сур (47.977 ст.)
- Суроесте(41.136 ст.)

## Знаменитости града

### Историјске грађевине и споменици
- Тврђава Свети Јован Крститељ (шп. Castillo de San Juan Bautista), позната у народу као Црна тврђава, налази се поред мале увале на рубу Палметума, Калета де Негрос. Тврђаваје изграђена у првој половини 17. века и реконструисана 1756. године. На левој страни се налази Аудиторијум Тенерифе, а на десној Поморски парк Сесар Манрике. Тврђава је приобална утврда кружног облика, веома добро очувана и проглашена за шпанску историјску баштину.
- Аудиторијум Тенерифе (шп. Auditorio de Tenerife) је дело шпанског архитекте Сантијага Калатраве. Аудиторијум се налази у Поморском парку. Једро које симболизује брод се претворило у симбол Санта Круза. Аудиторијум се састоји од две сале — једна камерна а друга симфонијска. Седиште је Симфонијског оркестра Тенерифа и у њему се одржава, између осталог, и Фестивал опере на Тенерифама као и Фестивал класичне музике на Канарским острвима.
- Црква Консепсион или Црква св. Зачећа (шп. Iglesia de la Concepción), изграђена на месту црквице коју су подигли шпански конкистадори након искрцавања на обале Ањаза. Црква представља пример барокне канарске архитектуре и у њој се чува крст који је Алонсо Фернандез деЛуго забио у земљу када се искрцао на друго острво, Ачинет.
- Масонски храм ложе Ањаза (шп. Templo masónico de la logia Añaza) који се налази у улици Сан Лукас, дело је општинског архитекте Мануела де Камаре и Круза. Ова ложа је присутна у друге две масонске ложе које данас постоје, од којих једна припада Великој шпанској ложи а друга независној Великој канарској ложи (до расцепа је дошло пре завршетка храма). Данас се храм налази у фази рестаурације и рехабилитације због велике запуштености.
- Ла Рекова Вијеха (шп. La Recova Vieja), стара пијаца која се налази у близини Гимера театра и где се данас одржавају уметничке изложбе.
- Куле Санта Круза (шп. Torres de Santa Cruz), дело месног архитекте Хулијана Ваљадареса. Ради се о две куле близнакиње, резиденцијалне зграде од 120 метара висине и 34 спрата које се налазе у предграђу Кабо-Љанос. Ове две куле нису биле изграђене у исто време. Кула 1, започета 2001, завршена је 2003, а завршетак друге је планиран за прву половину 2007. године.

### Плаже и паркови
- Плажа Тереситас (шп. Playa de Las Teresitas) је плажа на коју највише долазе мештани Санта Круза. Направљена је од песка из Сахаре 1973. године од три мале увале са црним песком и стенама које су раније постојале на истоку обале предграђа Сан Андрес. На самој плажи налази се Тврђава Сан Андрес (шп. Castillo de San Andrés), утврђени бункер који је проглашен националном историјском баштином.
- Поморски парк Сесар Манрике (шп. Parque Marítimo César Manrique) је постхумно дело канарског уметника створено по угледу на језеро Мартијанез у Пуерто де ла Круз. Састоји се од два базена са сланом водом, једне увале са црним песком, кафетерије, обданишта, џим-сале и других елемената за разоноду о забаву. У делу парка који се зове Монтања дел Лазарето гради се Палметум, ботаничка башта која ће бити специјализована за палме.
- Плажа галебова (шп. Playa de Las Gaviotas) је традиционално нудистичка плажа Санта Круза и за љубитеље таласа.
- Плаже Роке де лас Бодегас и Алмасига (шп. Las playas de Roque de las Bodegas y Almáciga) су плаже које се налазе иза Таганане, са стенама и аутохтоном вегетацијом, као и ресторанима и баровима у којима се могу пробати типично канарска јела.

- Парк Гарсија Санабрија (шп. Parque García Sanabria) је изграђен 1926. године, на терену од 67.000 m². У овом парку се налази цветни сат, направљен у Швајцарској 1958. године, поклон данског конзула.
- Шпански трг (шп. Plaza de España)[3], који се са околином тренутно налази у реконструкционим радовима. Планира се стварање површине од 36.160 m² на којој ће се налазити језеро са фонтанама и велики парк, павиљони у којима ће се налазити барови, кафеи ресторани, информативни пунктови и радње, као и нови паркинг. Приликом радова, откривена је одбрамбена тврђава Сан Кристобал из 1575. године за коју се веровало да је нестала.
- Трг Канделарија (шп. Plaza de la Candelaria) се налази испред Шпанског трга, и на њему се налазе значајни грађевински објекти као Касино де Санта Круз, Трговинска комора и Зграда Олимп. У другој половини 16. века, направљен је први трг у Санта Крузу испред тврђаве Сан Кристобал, који је добио име Трг Пила и који је касније преименован у Трг Канделарија.

## Празници и прославе

### Карневал
Најпознатија прослава у Санта Крузу је Карневал, који се сматра једним од најзначајнијих карневала на свету. Заједно са Карневалом у Кадизу, дели титулу прославе од интернационалног туристичког значаја. Датум прославе варира сваке године, међутим увек је између јануара и фебруара. Током Франковог режима, Канарска острва су била једина шпанска територија где су карневали били дозвољени и славили су се под именом „Зимски празници“ (шп. Fiestas de Invierno), јер су сами карневали били забрањени.
Игре као салса и батука трају целу ноћ. Прво се бира краљица Карневала, а потом отпочиње „Кабалгата Анунсијадора“, тј. свечана поворка, којом се отвара Карневал који представља експлозију боја и звукова и, као такав, траје до среде, када се колорит мења црнином, као знаком жалости поводом „сахране сардине"" (шп. entierro de la sardina). То уједно означава и званичан крај карневала, мада празновање траје до краја недеље. „Сахрана сардине“ се састоји у спаљивању огромне лутке од картона у облику сардине, коју праве затвореници затвора на Тенерифама. Том приликом људи облаче црнину, правећи се као да жале смрт сардине, уз пренаглашена нарицања и јецаје.
Последњих година постоји полемика око прославе „сахране сардине“. Једни се залажу за одржавање традиције и прославу „сахране“ средом, док општина, правдајући се слабијом посећеношћу, с обзиром да се ради о дану усред недеље, предлаже да се премести у петак. Године 2004. славиле су се две „сахране“, једна спонтана, коју је организовао народ, и друга званична, коју је организовала општина. Године 2005, општина је промовисала обе „сахране“, иако су многи сматрали ситуацију апсурдном. Године 2006, организована је „отмица“ сардине која је требало да буде спаљена у петак, која је онда спаљена је према традицији, у среду.

### Мајски празници
Мајски празници, који се још зову и плес чаробњака (шп. baile de magos) се одржавају 3. маја када се становници Санта Круза облаче у традиционалне ношње, које се зову одећа чаробњака (шп. trajes de magos) и вечеравају на отвореном традиционална јела, која су сами спремили и донели. Године 1999. овај празник је ушао у Гинисову књигу рекорда по броју људи који су учествовали у једној вечери на отвореном, чији је број процењен на 8.000 људи.